# W obronie narodowości
W obronie narodowości – broszura autorstwa Róży Luksemburg, opublikowana w Poznaniu pod koniec 1900, a zainspirowana nasilającym się antypolskim kursem reprezentowanym przez pruskie władze zaborcze (Kulturkampf).

## Treść
Jakkolwiek autorka kwestionowała konieczność odzyskania przez Polskę niepodległości i uważała, że ziemie polskie z ekonomicznego punktu widzenia winny pozostać przy państwach zaborczych, to jednak opowiadała się za pełną autonomią rozwoju kulturalnego Polaków w obrębie tych państw. W broszurze wykazywała prawo Polaków do kultywowania swojego języka i kultury, jednocześnie uważając, że tworzenie antagonizmów w tym zakresie nie leży w interesie społeczeństwa niemieckiego, a jedynie jego kapitalistycznych elit, wykorzystujących nacjonalistyczne konflikty do swoich celów politycznych. Publikacja była intensywnie kolportowana w poznańskim środowisku proletariackim.